# Memorias de un médico
Memorias de un médico (Joseph Balsamo) es la primera de una serie de cinco novelas de Alejandro Dumas, padre, que tratan diversos hechos históricos, desde el reinado de Luis XV hasta la Revolución Francesa. La serie está compuesta por Memorias de un médico (tomos 1 y 2), El collar de la reina, Ángel Pitou y La condesa de Charny (tomos 1 y 2). El primer libro de esta serie fue publicado entre 1846 y 1848 en un periodo en que Dumas se mostraba particularmente fecundo pues, además de esta novela, publicó también otras como: El caballero de Casa Roja, La Dama de Monsoreau, Las dos Dianas, Aventuras de John Davys, Los Cuarenta y Cinco, El vizconde de Bragelonne y De París a Cádiz.
Esta novela está inspirada en la figura del conde Cagliostro. Fue escrita con la colaboración de su "negro" Auguste Maquet, historiador de profesión, coautor de Dumas.

## Argumento

### Introducción
Una misteriosa figura entra en un salón, donde una secta no menos misteriosa se reunía en el paisaje agreste y romántico de Mont Tonnerre. El objetivo principal de esta sociedad secreta internacional, inspirada en la Ilustración, es la abolición de las monarquías.
La figura misteriosa es llamada el Gran Copto. Este personaje no es otro que José Bálsamo, quien trabajará durante veinte años para derrocar a la monarquía francesa, a través de la manipulación de una serie de personajes de la novela, como la condesa du Barry, el duque de Richelieu y el cardenal Rohan, que lo involucrarán directamente en sus intrigas de la corte. Por otro lado está el drama del joven Gilberto, locamente enamorado de Andra de Taverney, quien ni siquiera se fija en él. Gilberto la sigue a donde quiera que vaya. Tras ser rechazado y despreciado, Gilberto decide vengarse. Aprovechando un que Andrea es abandonada en estado de trance por los poderes magnéticos de Bálsamo, la viola y con ello, la embaraza.
La trama entera de la novela se desarrolla en la época de la Ilustración, el preludio de la Revolución. Se exhibe con realismo absoluto las motivaciones de los personajes. Por otro lado, se trata de la única novela de Dumas en la que se toma lo sobrenatural como elemento importante, la creencia de lo espiritual, la hipnosis, el magnetismo animal, etc. Estos elementos se presentan como una herramienta efectiva para Bálsamo, quien a través de su joven esposa y de la hipnosis y la clarividencia, espía, chantajea y usa sutiles métodos de manipulación para la obtención de los objetivos de su logia.

## Personajes
- José Bálsamo, transfiguración heroica del histórico Cagliostro, que también se llama Conde de Fénix y Acharat. Se presenta como un hechicero que ha vivido durante 3 milenios, con identidades diferentes.
- Althotas, alquimista, maestro de Bálsamo, obsesionado por en la búsqueda del elixir de la vida.
- Lorenza Feliziani, la esposa de Bálsamo (contra de su voluntad) - en estado de trance, ama a Bálsamo, en estado de lucidez, le detesta, se rebela contra su confinamiento y busca huir.

- - Los Taverney:
- Andrea, la joven de belleza altiva, ingenua, se convierte en compañera de Maria Antoinetta la delfina.
- Felipe, su hermano mayor, idealista, Capitán influenciado por la Ilustración.
- El Barón Taverney: Es el arquetipo de una caricatura de la aristocracia reaccionaria, un hombre de edad que se arruinó solo y que mastica su miseria. Desesperado por conseguir pensiones a través de los favores de la corte. Odia a los filósofos, los considera responsables de la decadencia de la sociedad, desprecia a su hijo, un partidario de las ideas nuevas, que piensa que los hombres son hermanos. Se muestra a favor de la esclavitud y considera a los negros africanos como "una raza monos ". (Nieto de un esclavo, el propio Dumas habría enfrentado este tipo de prejuicios)
- Gilberto, hijo de ex servidores del Barón de Taverney, joven e inteligente, hombre de inquebrantable carácter. Admirador y protegido de Jean-Jacques Rousseau, y luego ayudante de jardinero en el Trianon. Se hará médico en novelas posteriores
- Nicolasa, una joven doncella sirviente de Andrea. Tiene un extraordinario parecido a la delfina María Antonieta.

## Personajes históricos
- Luis XV, es retratado como un hombre flojo e impresionable, más preocupado por su tranquilidad doméstica que por los intereses de Francia.
- María Antonieta y el Delfín, futuro Luis XVI.
- La condesa du Barry , intrigante y ambiciosa (Dumas agrega a un vizconde como su hermano, Juan, y una hermanastra, Chon. Ambos son personajes imaginarios.)
- La condesa de Bearn, anciana, que cae en el interés de ser la madrina de Madame du Barry, para su presentación ante la Corte.
- El duque de Richelieu, en el viejo cortesano trenzado.
- El cardenal de Rohan, cura noble y libertino.
- .El duque de Choiseul.
- El teniente general de policía Sartine.
- Jean-Jacques Rousseau, misántropo de edad, egocéntrico y generoso, soñador lúcido, pero independiente de la pequeña nobleza. Se le ve paranoico.
- Jean-Paul Marat, materialista y cirujano que ya va agitando la política con su violento discurso.

Emanuel Swedenborg, John Paul Jones, Johann Kaspar Lavater, los miembros de la sociedad secreta bajo la égida del Gran Copto,

## Estilo literario
La novela está narrada en tercera persona, con un narrador omnisciente, y apelando a la técnica de los vasos comunicantes, en la que una compleja historia se narra desde distintas perspectivas alternadamente. Es así, como vemos que en los primeros capítulos se sigue los sucesos que le ocurren a José Bálsamo, en otros los que le pasan a Gilberto, o a Lorenza Feliciani, e incluso un buen número de capítulos cubre diálogos y vicisitudes que tienen que ver con Luis XV o su entorno inmediato. Eventualmente las historias se cruzan directa o indirectamente e incluso muchos de los personajes llegan a interactuar.